# The Best of OMD
The Best of OMD és el vuitè disc (la seva primera recopilació) del grup anglès de pop electrònic Orchestral Manoeuvres in the Dark. Aparegué el mes de març de 1988.
The Best of OMD inclou seleccions de tots els discos editats pel grup fins llavors, a més d'un tema inèdit, "Dreaming". La versió d'"Electricity" que s'hi inclou és una remescla de la versió que apareix al seu disc de debut. "Messages" apareix en la seva versió expandida i co-produïda per Mike Howlett; les versions incloses de "Tesla girls" i "Talking loud and clear" estan lleugerament editades respecte de les originals aparegudes al disc Junk Culture.
A la versió en format CD s'hi inclouen quatre temes extra: "Genetic engineering", una versió expandida (i inèdita) de "Telegraph", i les versions maxi de "La femme accident" i de "We love you". Aquesta cançó ja havia aparegut a l'edició australiana de la recopilació, car hi havia tingut molt d'èxit.
Coincidint amb aquesta recopilació, Virgin Records edità també una biografia oficial dels OMD, anomenada "Messages", i una col·lecció de vídeos.
Un any després d'haver-se publicat The Best of OMD, el grup es va escindir: McCluskey continuà enregistrant i publicant nous discos conservant el nom d'OMD; Humphreys, Cooper i Holmes formaren un nou grup, anomenat "The Listening Pool".

## Temes

### Edició en LP i cassette (TCOMD1)
Cara 1
1. Electricity (3,31)
2. Messages (4,41)
3. Enola Gay (3,31)
4. Souvenir (3,35)
5. Joan of Arc (3,48)
6. Maid of Orleans (4,10)
7. Talking loud and clear (3,54)

Cara 2
1. Tesla girls (3,35)
2. Locomotion (3,51)
3. So in love (3,28)
4. Secret (3,54)
5. If you leave (4,28)
6. Forever live and die (3,35)
7. Dreaming (3,57)

### Edició en CD (CDOMD1), DCC i MiniDisc
1. Electricity (3,30)
2. Messages (4,44)
3. Enola Gay (3,32)
4. Souvenir (3,35)
5. Joan of Arc (3,48)
6. Maid of Orleans (4,10)
7. Telegraph (3,42)
8. Tesla girls (3,33)
9. Locomotion (3,53)
10. Talking loud and clear (3,54)
11. So in love (3,29)
12. Secret (3,56)
13. If you leave (4,28)
14. Forever live and die (3,35)
15. Dreaming (3,56)
16. Genetic engineering (3,35)
17. We love you (Versió 12") (6,14)
18. La femme accident (Versió 12") (6,16)

### VHS: Virgin / VVD247
1. Electricity
2. Messages
3. Enola Gay
4. Souvenir
5. Maid of Orleans
6. Talking Loud and Clear
7. Tesla Girls
8. Locomotion
9. So in Love
10. Secret
11. If You Leave
12. (Forever) Live and Die
13. Dreaming
14. Telegraph
15. We Love You
16. La Femme Accident

## Senzills
1. Dreaming // Satellite // Gravity never failed (25 de gener de 1988).

## Dades
- Temes escrits per OMD, excepte "Locomotion" (OMD/Troeller) i "So in love" (OMD/Hague).
- "Electricity" i "Messages" aparegueren al disc Orchestral Manoeuvres in the Dark.
- "Enola Gay" aparegué al disc Organisation.
- "Souvenir", "Joan of Arc" i "Maid of Orleans" aparegueren al disc Architecture & Morality.
- "Genetic engineering" i "Telegraph" aparegueren al disc Dazzle Ships.
- "Locomotion", "Talking loud and clear" i "Tesla girls" aparegueren al disc Junk Culture.
- "So in love", "Secret" i "La femme accident" aparegueren al disc Crush.
- "Forever live and die" i "We love you" aparegueren al disc The Pacific Age.
- "If you leave" (editada l'any 1986) i "Dreaming" (1988) apareixen per primera vegada en un àlbum d'OMD.
- "Gravity never failed" és un tema originari de 1981, enregistrat durant les sessions del seu aclamat disc Architecture & Morality.